# Citronpiplärka
Citronpiplärka (Hemimacronyx chloris) är en fåtalig och hotad fågel i familjen ärlor inom ordningen tättingar. Den förekommer i ett begränsat område i södra Afrika.

## Utseende och läten
Citronpiplärkan är en brun och gul piplärka med en kroppslängd på 16-18 cm. I häckningsdräkt är den omisskännlig med lysande gul undersida. Ungfåglar och fåglar utanför häckningstid är mer anspråkslösa med streckad undersida, men har gulaktig vingundersida. Liknande gulstrupig piplärka (Macronyx croceus) är mycket större och har svart bröstband. Lätet är ett stammande tjipp tjipp tjipp och dämpat suiip.

## Utbredning och systematik
Fågeln förekommer i östra Sydafrika  (Mpumalanga söderut till nordöstra Östra Kapprovinsen) och Lesotho. Den behandlas som monotypisk, det vill säga att den inte delas in i några underarter. Vissa placerar den i släktet Anthus, men genetiska studier visar att den står närmare sporrpiplärkorna i Macronyx.

## Levnadssätt
Citronpiplärkan hittas i höglänta gräsmarker där den föredrar frodiga, nästan ängsliknande områden. Den undviker betade eller svedda marker men kan födosöka där om osvedda områden finns intill där den kan häcka. Fågeln häckar under regnperioden och lägger vanligtvis tre ägg. Efter häckning stannar vissa i samma område och tillbringar vintern nära snögränsen, medan andra rör sig till lägre liggande områden med betes- och trädesmarker.

## Status och hot
Citronpiplärkans levnadsmiljö minskar i omfång, vilket tros påverka populationen negativt, liksom klimatförändringar. Internationella naturvårdsunionen IUCN betraktar arten som hotad, placerad i hotkategorin sårbar. Världspopulationen uppskattas numera till endast mellan 420 och 1210 vuxna individer.